# Condado de Barcelona
O Condado de Barcelona corresponde ao território governado pelos Condes de Barcelona entre o século IX e o século XVIII, como uma entidade política  na Catalunha. A partir do século XIV, freqüentemente, a Catalunha passa a ser denominada "Principado da Catalunha", onde se inclui o Condado de Barcelona, sendo esta denominação explícita nos Decretos do Novo Plano ("Nueva Planta de la Real Audiencia del Principado de Cataluña").

## Origem
Suas origens remontam ao século VIII, quando por ocasião da expansão muçulmana sob o domínio visigótico e em sua expansão posterior na atual França, o confronto entre os francos e as forças muçulmanas levaram a uma resposta defensiva dos monarcas carolíngios, consistente na criação da chamada Marca Hispânica. Esta se realizou pelo domínio dos territórios do sul da França e norte da Península Ibérica e levou à formação de um pequeno grupo de municípios. A dominação franca tornou-se efetiva depois da conquista de Girona (em 785) e, especialmente, quando, no ano 801, a cidade de Barcelona foi conquistada pelo rei Luís, o Pio da Aquitânia (ou Luís, o Pio) e foi incorporada ao Reino Franco, como uma dependência franca. O primeiro Conde de Barcelona foi Bera (801-820).
Inicialmente, a autoridade do condado foi para a aristocracia local, tribal ou visigoda, mas Bera tinha uma política favorável para preservar a paz com o Alandalus, que o levou a ser acusado de traição contra o rei. Depois de perder um duelo, como a tradição visigótica legal, Bera foi deposto e exilado, tornou-se o governo do condado territórios de nobres francos, dois como Bernardo de Septimânia. No entanto, a nobreza visigótica recuperou a confiança real nomeando Sunifredo I de Urgel-Cerdaña como Conde de Barcelona em 844. Ainda assim, os laços de dependência dos municípios catalães com a monarquia franca tornaram-se mais fracos. A autonomia se confirmou ao fazer valer os direitos de herança entre famílias do condado.
Esta tendência foi acompanhada por um processo de unificação dos municípios para formar maiores entidades políticas. O conde Wilfred o Cabeludo, filho do falecido conde Sunifredo, foi nomeado pelos reis francos, representando esta orientação. Conseguiu reunir sob seu comando um certo número de condados e os transmitiu em herança para seus filhos. Embora o conde Vifredo tenha sido morto pelos muçulmanos, os seus municípios foram divididos entre seus filhos, sendo o núcleo composto pelos condados de Barcelona, Girona e Osona que permaneceu indivisível (embora alguns historiadores, como Ramón Martí, Girona disputa que inicialmente mantidos em domínio das filhos de Vifredo, e sugere que a casa de Ampurias dominou o município até o ano de 908 ).

O condado de Barcelona no contexto da expansão peninsular da Coroa de Aragão.

## O condado independente
Durante o século X, os condes de Barcelona reforçaram sua autoridade política e foram gradualmente saindo da influência franca. Em 985, Barcelona era governada pelo conde Borrel II, que foi atacado e queimado por muçulmanos, liderados por Almançor. O conde então se refugia nas montanhas de Montserrat, enquanto aguarda a ajuda do rei dos francos, mas não apareceram as tropas aliadas, gerando uma grande surpresa. Em 988, o reino franco muda da dinastia carolíngia para a dinastia dos Capetos. Borrel II é obrigado a jurar lealdade ao novo rei franco, mas não se sabe se o Conde de Barcelona respondeu à chamada, porque o rei franco teve que ir para o norte para resolver um conflito. Isto foi interpretado como o ponto de partida da independência de facto do condado. A independência de jure foi obtida pelo rei James I no Tratado de Corbeil (1258).
Posteriormente, o Condado de Barcelona cresceu em importância e território com sucessivos condes. Outros condados da Marca Hispânica foram absorvidos e desta forma o condado expandiu-se lentamente em direção ao sul através batalhas contra al-Andalus e repovoamento de territórios em Tarragona e paisagem circundante.
Depois do governo de Ramon Borrell, seguido por seu fraco filho Raimundo Berengário I, dominada pela figura de sua mãe a enérgica Ermesenda de Carcassonne, com Raimundo Berengário I reforçou o poder condal: submeteu os nobres rebeldes de Penedès, estabeleceu alianças com os condes de Urgel e Pallars e adquiriu os condados de Carcassonne e Rasez, cobrou párias da Taifa de Lleida e Zaragoza e renovou a base legal do condado ao iniciar a coleta de Usatges de Barcelona, conjunto de regras, costumes e práticas que aumentar nos anos seguintes. Em seu testamento decidiu não dividir seus territórios, mas os transmitiu, em uma única parte, a seus filhos gêmeos, Raimundo Berengário II e Berengário Ramom II.
Após a crise desencadeada pelo assassinato de Raimundo Berengário II e acusação fratricídio lançado contra seu irmão, que morreu na Primeira Cruzada, o filho e sucessor do primeiro, Raimundo Berengário III, soube consolidar e expandir as fronteiras do condado. Conquistou parte do condado de Ampúrias e levando uma ampla coalizão, e também empreendeu a conquista de Maiorca, mas teve que sair ante do avanço das tropas Almorávidas na Península. Também recebeu por herança municípios Besalú e Cerdanya, formando gradualmente um espaço territorial muito semelhante a da chamada Velha Catalunha, bem como se movendo em direção Lleida para repovoar zonas fronteiriças como a cidade de Tarragona, efetivamente restaurando a sede Episcopal. Também expandiu seus domínios transpirenaicos para incorporar o Condado de Provença através de seu casamento com a condessa Dulce.

## O nascimento da Coroa de Aragão
No entanto, um outro casamento, o de Raimundo Berengário IV de Barcelona e Petronila de Aragão, foi uma união dinástica entre a dinastia do Condado de Barcelona e da Casa Real de Aragão, criando a Coroa de Aragão. Raimundo Berengário IV foi até sua morte Conde de Barcelona e príncipe regente de Aragão. Seu filho,  Afonso, foi o primeiro Rei de Aragão, que por sua vez era Conde de Barcelona, títulos depois herdados por todos os reis da Coroa de Aragão. Cada um dos territórios que formaram a união como uma confederação mantiveram os seus costumes, instituições políticas independentes, e moeda próprias, posteriormente criando instituições de governo privado.
A sobrevivência da especificidade do Condado de Barcelona no âmbito da coroa se manifesta, entre outras coisas, nos gestos cerimoniais. Assim, como citado na Crônica de Ramon Muntaner, o rei Pedro, o Grande, em sua entrada em Barcelona, em 1283, foi "no fo coronat conde d'Garlanda Barcelona e Catalunha Senyor Tota", e anos mais tarde o Conselho de Cento exigiu que o rei Martin da Humane, na visita a ser realizada pelo município em 1400 com a rainha Maria, que "não deveria portar a Coroa", mas a Garlanda ou diadema que os condes de Barcelona  usavam "Abans o Barcelona Comptat unidade fos para Regne d'Arago".
Durante os séculos XIII e XIV, o condado ainda seria governado pelos Reis de Aragão, mas a ocasião do Compromisso de Caspe, cuja propriedade passou à dinastia de Trastâmara, originalmente de Castela, com a coroação de Fernando I de Aragão. Posteriormente, a união dinástica entre as Coroas de Castela e Aragão se incluiria o condado nos territórios governados pelos Habsburgos.

## Extinção do Condado de Barcelona
Embora, atualmente, o condado seja ligado à Monarquia Espanhola, a própria lei do Condado de Barcelona permaneceu em vigor até ter sido extinto em 1714 após a capitulação de Barcelona como consequência do cerco da cidade e posterior publicação dos Decretos do Novo Plano. Após a Guerra da Sucessão Espanhola deu-se a implantação do absolutismo e a tentativa de extinção dos costumes e língua própria dos catalães. Nesse dramático momento, o condado deixou de ser uma entidade política soberana e o espaço político da atual Catalunha só seria definido como tal pelos Estatutos de Autonomia de 1932, 1979 e 2006.
Atualmente, o título de Conde de Barcelona é utilizado pelo titular dos direitos sobre a Coroa espanhola, Juan Carlos I, que o recebeu do seu predecessor Juan de Bourbon e Batenberg, sendo um título real herdado pela dinastia de Bourbon após 1714.